# Michael Kohlhaas

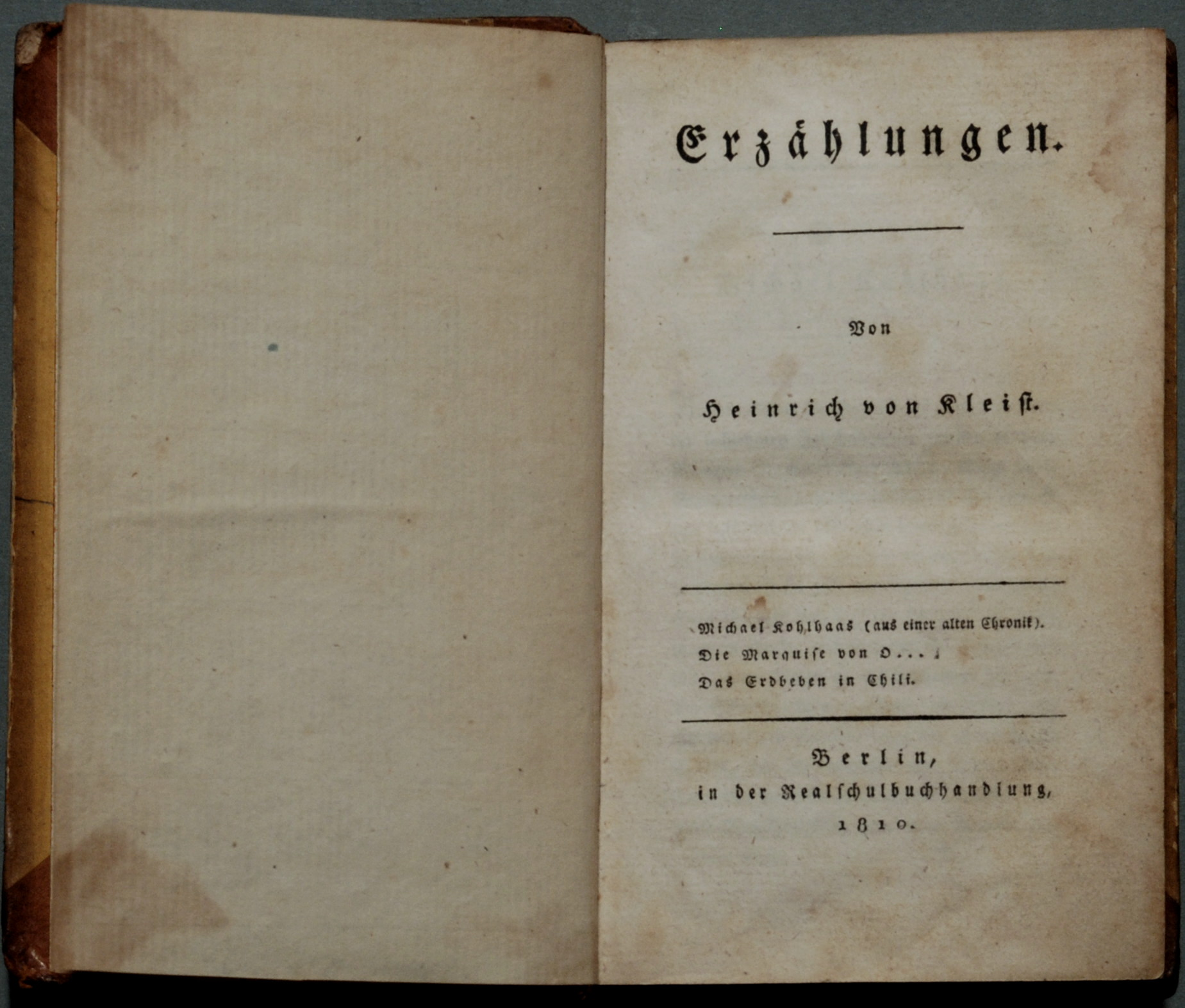
Coletânea de Kleist Erzählungen, 1810

Michael Kohlhaas é uma novela do escritor prussiano Heinrich von Kleist baseada na busca por justiça do comerciante de cavalos da vida real Hans Kohlhase. Kleist publicou fragmentos da obra no volume 6 de sua revista literária Phöbus em junho de 1808. A obra completa foi publicada no primeiro volume das Erzählungen (novelas) de Kleist em 1810. Existem duas adaptações da novela para o cinema, o filme Michael Kohlhaas – der Rebell de 1969 de Volker Schlöndorff e o filme de 2013 Michael Kohlhaas com Mads Mikkelsen.

## Enredo

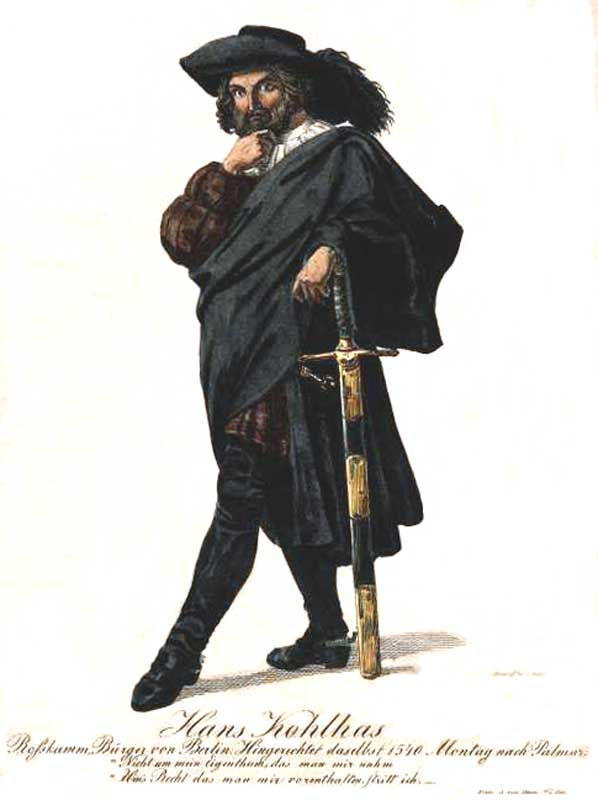
Hans Kohlhase, em imagem de ca. 1840

Michael Kohlhaas sofre uma tremenda injustiça (seus cavalos são ilegalmente apreendidos e, quando enfim devolvidos, estão magérrimos e imprestáveis), procura reparação da justiça, depara com o nepotismo e arbitrariedade dos poderosos, de modo que resolve fazer justiça pelas próprias mãos, tornando-se um temível chefe bandoleiro e espalhando terror e destruição. Resolve dissolver seu bando quando obtém um salvo-conduto e promessa de justiça de ninguém menos que Martinho Lutero, mas acaba vítima de novas intrigas e traições, e quando menos espera vê-se em prisão domiciliar, impedido de circular livremente, e segue seu destino absurdo que envolve até guerra entre potências (Saxônia versus Polônia), intrigas palacianas, uma profecia de uma vidente sobre o destino da dinastia reinante na Saxônia e a interferência do imperador do Sacro Império Romano reinante em Viena.
Acaba (num desfecho contraditório) conseguindo a justiça tanto almejada, para si e seus filhos, ao mesmo tempo em que é condenado à morte e executado. Uma história kafkiana, mais de setenta anos antes do nascimento de Kafka. Aliás Kafka admirou e sofreu clara influência de Kleist. O autor de uma história tão vertiginosa acabou morrendo prematuramente num pacto de morte com uma doente de câncer, e seu túmulo à margem do lago Wannsee até hoje é local de peregrinação em Berlim.
O estilo de Kleist de parágrafos e frases enormes, jogos de subordinações de orações e rico vocabulário, incluindo termos não encontrados nos dicionários, exigem do leitor do original alemão (ou de seu tradutor) conhecimentos profundos da sintaxe e semântica da língua alemã.
Segundo Marcelo Backes, um dos tradutores de Michael Kohlhaas para o português, "A novela é fundamentada em alguns binômios centrais, que sedimentam grandes embates filosóficos. De um lado, o ideal subjetivo, do outro a realidade mundana; de um lado a liberdade individual, do outro a opressão governamental; de um lado o povo, de outro a nobreza; de um lado a missão social de um Estado nascituro, do outro o abuso de poder perpetrado por seus representantes. Direito e justiça se digladiam na arena da impotência.".